# Adapsilia armipes
Adapsilia armipes är en tvåvingeart som beskrevs av Friedrich Georg Hendel 1914. Adapsilia armipes ingår i släktet Adapsilia och familjen Pyrgotidae. Inga underarter finns listade i Catalogue of Life.